# 에우리메돈 전투
에우리메돈 전투(Battle of Eurymedon)는 기원전 466년에 소아시아 팜필리아의 에우리메돈강(쾨프뤼차이강) 하구 수륙에서 일어난 두 전투이다. 아테네가 이끄는 델로스 동맹과 페르시아 제국 아케메네스 왕조 사이에 벌어진 전투로 전투는 하루만에 결판이 났다.

## 배경
제2차 페르시아 전쟁에서의 승리를 거둔 이후 그리스는 페르시아에 대한 반격에 나섰다. 기원전 478년에 스파르타에 의해 비잔티움을 공략한 〈비잔티움 공성전〉이 있었고, 기원전 475년에 아테네가 이끄는 델로스 동맹이 〈에이온 공성전〉을 치른 이후 에이온을 함락시켰다. 에이온을 탈취한 후, 당시 지휘관이었던 아테네의 장군 키몬은 더 큰 과업을 달성하기 위해 피레아스에서 다시 보급을 완료하고, 200척의 함대를 이끌고 출항했다. 여러 동맹 도시 국가에서 원군이 보태 함대는 300척으로 늘어났다. 그리고 그는 카리아, 리키아의 그리스 도시들을 설득하거나, 무력으로 아군으로 끌어들인 뒤, 군대를 페르시아 군이 있었던 에우리메돈강으로 진군하게 했다.
에우리메돈강의 페르시아 군은 수군과 육군 양군으로 이루어져 있었고, 페렌다티스가 이끄는 육군은 페르시아만에 자리를 잡았고, 페르시아의 왕 크세르크세스 1세의 서자 티트라우스테스가 이끄는 해군은 페니키아, 키프로스, 그리고 카리아 인으로 구성된 340척이 있었다. 또한 플루타르크에 의하면, 전군 총사령관은 아리오만데스였다.

## 전투
전투 경과는 플루타르코스의 《플루타르코스 영웅전》의 ‘키몬 전’과 디오도로스의 《비블리오테카 히스토리카》에 상세히 기록되어 있지만, 양자의 기록은 반드시 일치하지 않는다.

### 플루타르코스
페르시아 군은 키프로스에서 원군 80척과 합류하기 위해 에우리메돈강 근처에 정박하고 있었다. 키몬은 적에게 원군이 오기 전에 결말을 보기 위해 전투를 개시했다. 우선 델로스 동맹의 함대는 페르시아 함대를 공격하여 물리치고, 살아남은 페르시아 군은 육군이 있는 곳으로 도망쳤다. 키몬은 여세를 몰아 페르시아 육군을 공격해 들어갔고, 양측 모두 많은 사상자를 낸 격전을 벌인 끝에 승리를 거두었다. 그 후, 휴도로스에 80척의 페르시아 함대가 정박해 있다는 소식을 접하고, 키몬은 최고 속도로 진격해 들어가 아군의 패배를 모르는 함대를 괴멸시켰다.

### 디오로로스
디오도로스는 첫 전투가 에우리메돈강이 아니라 키프로스에서 있었다고 기록하고 있다. 그의 말에 따르면, 적이 키프로스에 있는 것을 알게 된 키몬은 250척의 함대를 이끌고 가서 격전 끝에 적선을 대부분 파괴하고, 100여척을 승무원과 함께 노획했다. 패주한 페르시아 군은 육지로 도망가고, 배는 적의 손에 넘어 갔다.
키몬은 그 승리만으로는 만족하지 않고, 에우리메돈 강변에서 숙영하고 있던 페르시아 육군에게로 향했다. 그는 키프로스에서 노획한 적의 함선을 가지고 페르시아 풍으로 변장시킨 병사들을 승선시켰다. 그리고 그들을 적진으로 향하게 하였고, 페르시아 군은 그들을 아군이라고 생각하고 받아들였다. 그날 밤 델로스 동맹이 (아마도 내외에서) 야습을 하여 적을 혼란에 빠뜨렸다. 전투 중에 페르시아 군의 지휘관 페렌다티스는 잡혀서 죽었다. 이 전투에서 많은 페르시아 군이 살상당하고, 살아남은 사람은 바다로 달아났다.
이 두 기록 중 플루타르코스가 전투에서 더 가까운 시대에 살았기 때문에 보다 신뢰도가 높을 것이라고 추측하고 있다. 그의 기록이 정확한 전투의 근거를 제시하는 투키디데스의 짧은 기록과 부합되어 있기 때문이다.

## 결과 및 영향
이 전투의 승리로 키몬은 화려한 명성을 얻었고, 기원전 449년에 〈칼리아스 화약〉이 체결되어 그리스와 페르시아의 전쟁은 끝났다. 이 전투 이후 바다의 제해권은 페르시아에서 그리스의 손에 넘어갔고, 아테네는 그리스의 패권국으로의 길을 걷기 시작했다. 그러나 이집트의 반란을 돕기 위해 보내진 아테네 군이 기원전 454년에 전멸하면서 페르시아는 지중해의 해상 세력으로 재부상하게 된다.